# Commodore 1350 Mouse
Commodore 1350 Mouse – pierwsza mysz wyprodukowana przez Commodore. Wyposażona była w gumową kulkę z umieszczonymi przy niej czujnikami odpowiedzialnymi za detekcję ruchu oraz kierunków. Czujniki, charakteryzujące się niską czułością, wykrywały ruch w kierunku pionowym, poziomym oraz pod kątem 45°. Trudności ze zmianą kierunku podczas ruchu myszy powodowały, iż była ona również kwalifikowana jako dżojstik.
Stworzenie myszy nie było od początku celem Commodore. Dla komputerów tej firmy były za to wprowadzane dżojstiki, które umożliwiały m.in. łatwą nawigację w grach komputerowych. Podejście to zmieniło się dopiero z wejściem interfejsów graficznych, takich jak GEOS.